# Lomatium brandegeei
Lomatium brandegeei là một loài thực vật có hoa trong họ Hoa tán. Loài này được (J.M.Coult. & Rose) J.F.Macbr. mô tả khoa học đầu tiên năm 1918.

## Hình ảnh

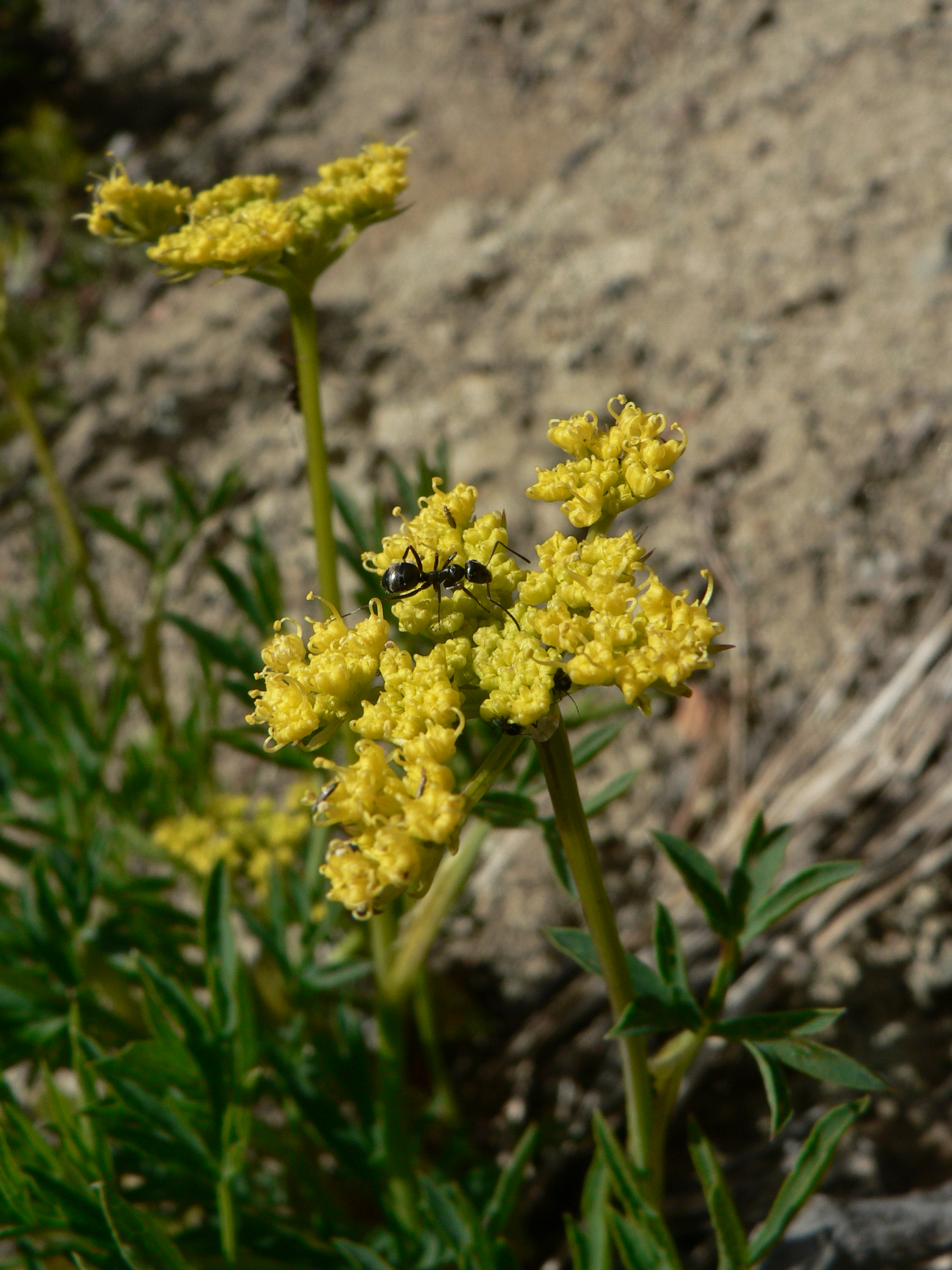
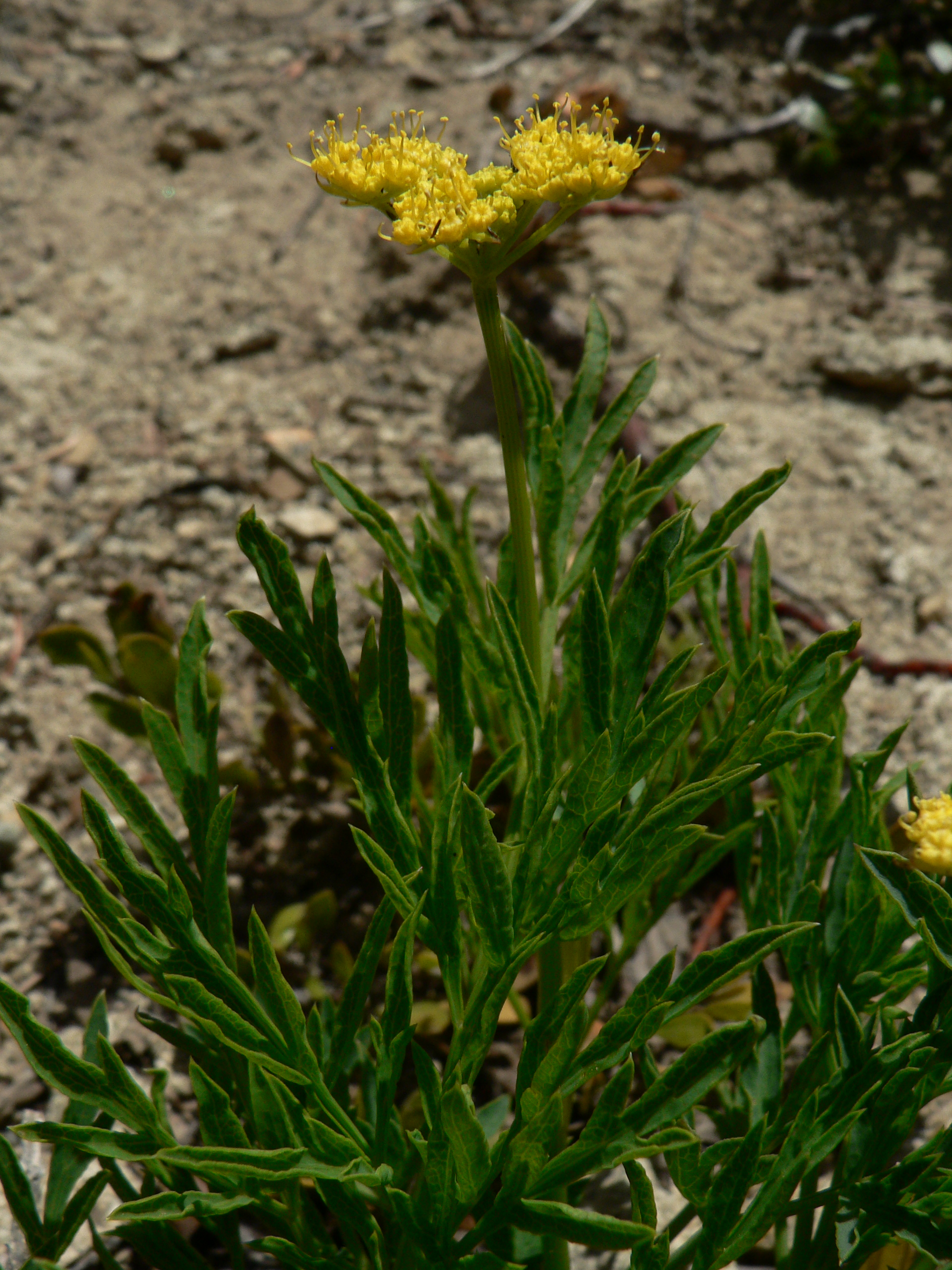
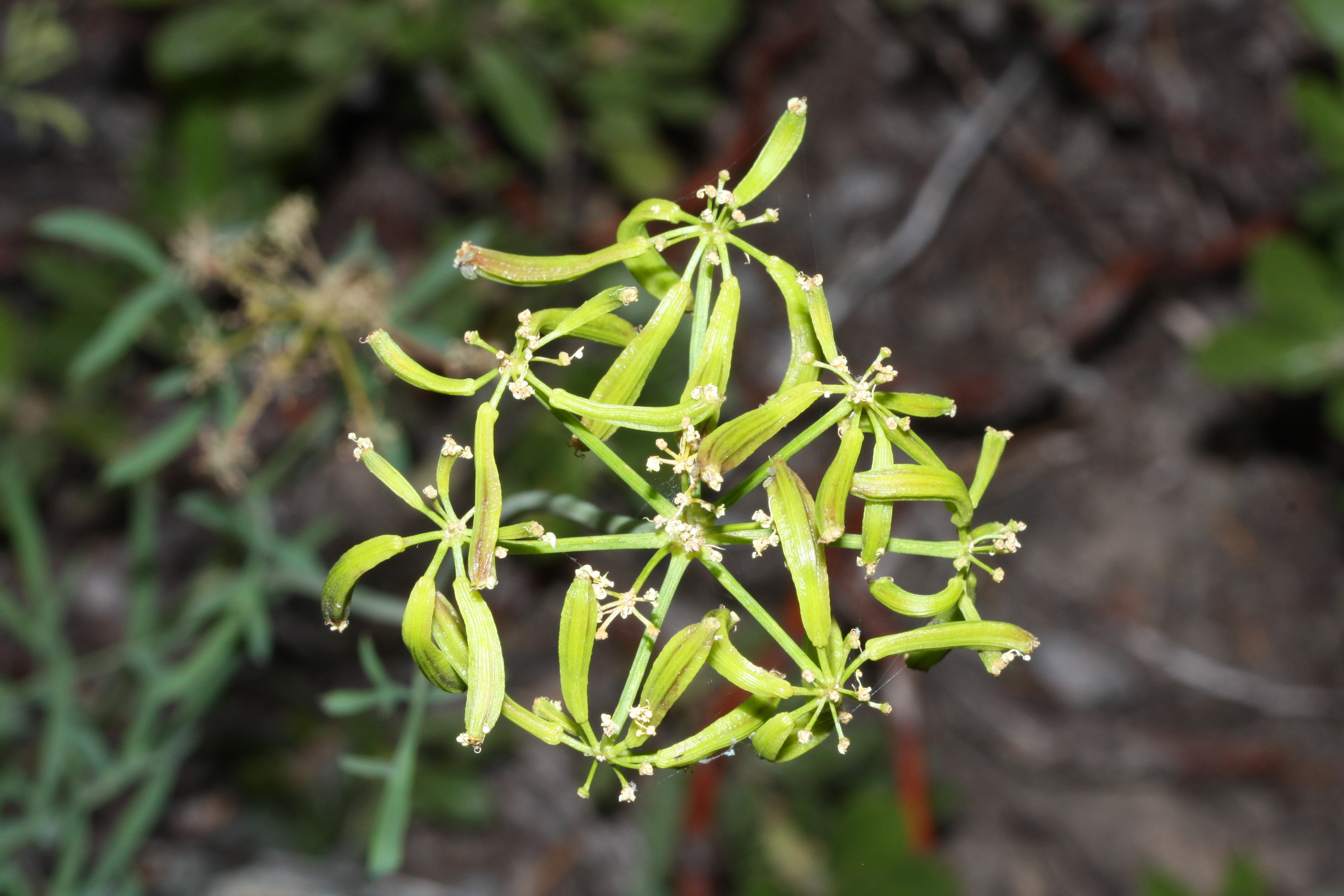
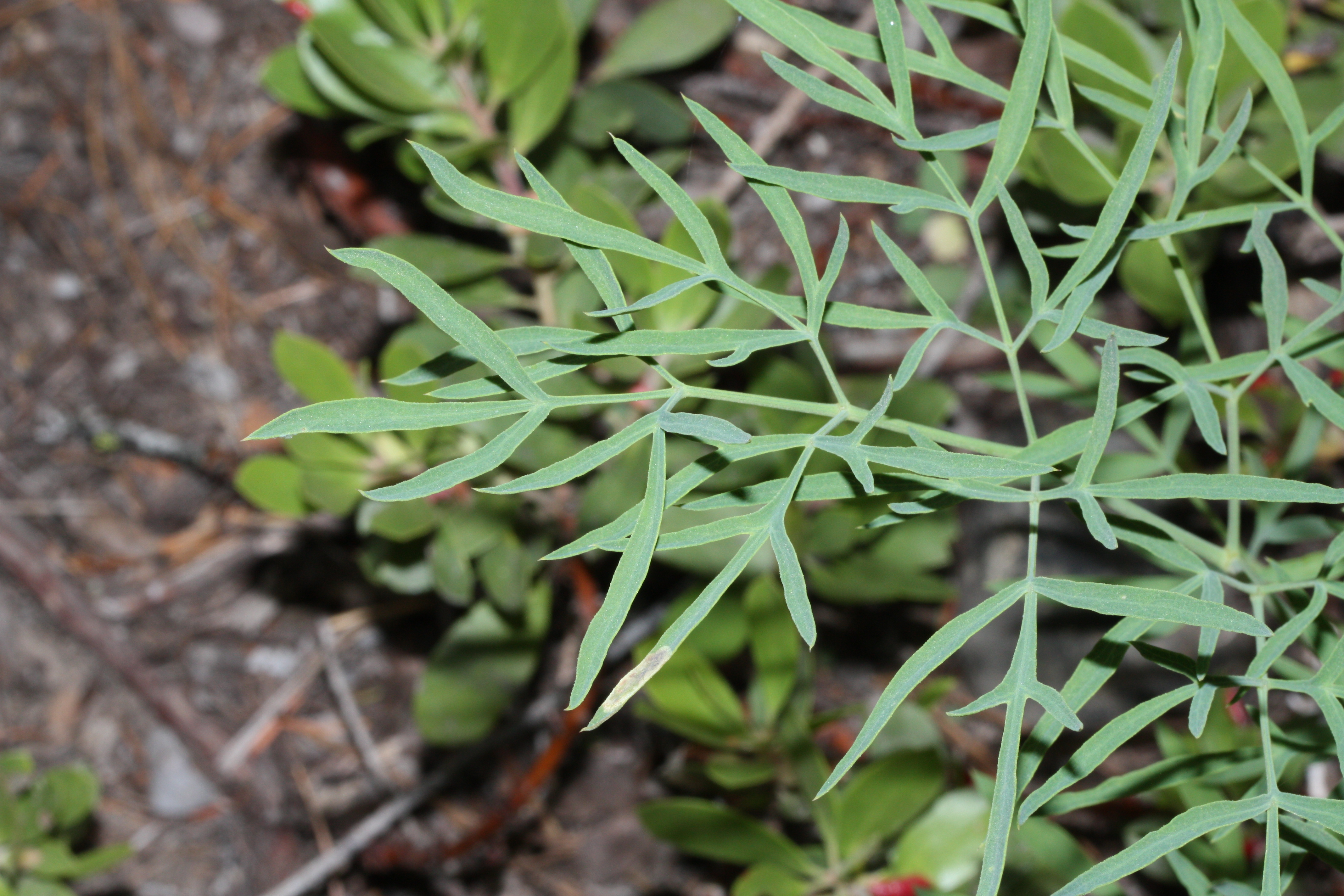